# Galisjte
Galisjte (bulgariska: Галище) är ett distrikt i Bulgarien.   Det ligger i kommunen Obsjtina Madan och regionen Smoljan, i den södra delen av landet, 190 km sydost om huvudstaden Sofia.
I omgivningarna runt Galisjte växer i huvudsak blandskog. Runt Galisjte är det ganska tätbefolkat, med 80 invånare per kvadratkilometer.